# Gheorghe Dinicu
Gheorghe A. Dinicu (n. 1863, București – d. 20 august 1930, București) a fost un reputat compozitor, profesor, dirijor și violonist virtuoz român, de etnie romă.

## Biografie
S-a născut în anul 1863 în str. Speranței din București, fiind fiul cunoscutului naist Angheluș Dinicu.
În perioada 1885-1890 urmează cursurile Conservatorului din București, cu profesorii Ludwig Anton Wiest (vioară), Eduard Wachmann (armonie) și Gheorghe Brătianu (teorie-solfegiu).
În 1883 debutează ca violonist în taraful tatălui său. Primele angajamente și le face în tarafurile lui Dan Cercel și Năstase Ochialbi, care cântau la Parcul Oteteleșanu și la Squarul Sărindar.
În 1893 devine suplinitor al profesorului Max Levinger, iar din 1900 până în 1916 profesor definitiv de vioară la Conservatorul din București.
Din 1895 devine profesor de vioară la Școala Normală de învățători din București (până în 1929, când iese la pensie) și profesor definitiv de vioară din 1910 până în 1916 la Azilul „Elena Doamna” din București.
În perioada 1906-1916 cântă ca violonist în orchestra Ministerului Instrucțiunii Publice din București.
A făcut parte din cvartetele de coarde conduse de Carl Flesch (1897), Dimitrie Dinicu (1898) și „Carmen Sylva” din București (1903), fiind vioara a II-a.
A fondat și a condus diverse orchestre și formații de salon în Capitală și în provincie, cu angajamente la grădina-restaurant „La Delfin” din Galați (1893), Grădina Centrală din București (1896), Berăria Imperială din București (1897), ospătăria „Cosma” din București (1897), grădina „Bristol” din București (1900), grădina „Cafe Boulevard” din București (1902) Squarul Sărindar din București (1903), Parcul Oteteleșanu din București (1905) și altele, precum și în străinătate, la Grădina „Malaia Fontan” din Odessa (1894).

## Decesul
Moare la data de 20 august 1930 la București, la un an după pensionare, fiind înmormântat la cimitirul „Pătrunjel” (azi „Reînvierea”) din cartierul Colentina.

## Distincții
A fost distins cu medalia „Bene-Merenti”, clasa I în 1898 și cu Ordinul „Sf. Alexandru” la Sofia în 1899.

## Compoziții și culegeri:
- Dinicu - Album, opus 40, Colecțiune de arii noi românești, edițiune pentru vioară (solo), caietul I, București, 1890 (cuprinde prelucrări de folclor, aranjamente și piese originale: Hora boierească - Costică Dinicu, Hora Ploieșteanca - Costică Dinicu, Hora Angelina - Angheluș Dinicu, Souvenir de București - Gh. Dinicu, Hora Marioara - Angheluș Dinicu, Hora lui Zaharia - Gh. Dinicu, Hora morii - Gh. Dinicu, Hora verii - Costică Dinicu, Hora țigănească - Gh. Dinicu, Nebotezata horă - Gh. Dinicu, Hora lui Chipan, Lelea cu scurteica verde, Sârba lui Pompieru - Costică Pompieru, Danțul Balcanilor - Angheluș Dinicu, Sârba de la Paris - Dănică Ciolac, Sârba din Ploiești - Gh. Dinicu, Sârba ovreiască - Gh. Dinicu, Sârba noruleț de ploaie - Gh. Dinicu, Hora finii - Gh. Dinicu, Hora Frumușica - Gh. Dinicu)
- Dinicu - Album, opus 40, Caietul II, București, 1890 (cuprinde: Lucica hora - Angheluș Dinicu, Hora zdruncinată - Gh. Dinicu, Șapte scări (horă) - Costică Dinicu, Hora brutarului - Costică Dinicu, Plânsul țigăncii (horă) - Costică Dinicu, Hora țambalul - Angheluș Dinicu, Legănata (horă) - Gh. Dinicu, Dura, Lozeasca, Hora zburdalnică - Angheluș Dinicu, Hora Borcea - Gh. Dinicu, Hora Bordeiului - Gh. Dinicu, Hora Florica - Angheluș Dinicu, Hora de la Iași - Chipan, Hora mocănească, Hora nebună - Ion D. Bârlan, Hora tătărească - Ion Dinicu, Hora tunului - Gh. Dinicu, Sârba pretențioasă - Angheluș Dinicu, Sârba Craioveanca - Nicolae Buică)
- Dinicu - Album, opus 40, Caiet III, București, 1890 (cuprinde: Blondina (horă), Hora ursărească, Du-l, du-l, du-l la monastire, Marița (horă), Toarnă Leano, toarnă, Aleargă Marine și tu, Constandine, Hora lui Bubi - Costică Pompieru, Hora crângului - Gh. Dinicu, Hora dâmbului - Costică Dinicu, Hora floricelilor - Costică Dinicu, La Livedea cu pruni - Gh. Dinicu, Garofița - Costică Dinicu, Hora viilor - Dumitrache Ochialbi, Hora Aurora - Gh. Dinicu, Țărăncuța, Hora lui Cârlig - Maria Cârlig, Hora lui Bibicu - Gh. Dinicu, Încurcata din Popești - Dumitrache Ochialbi, Haidea! Haidea! Mă! - Gh. Dinicu, Sârba lui Dedi - Gh. Dinicu);
- Dinicu - Album, opus 40, Caietul IV, București, 1890 (cuprinde: Hora lui Hagiescu, Hora pițicata, Vine Lelea de la moară, Hora sărită, Hora lăutărească, Nu voi lume, Mai cugeți oare, crudo?, Hora lui Dumitrache Ochialbi - Dumitrache Ochialbi, Ruguleț, Hai Cârstei!, Hora lui Colțatu - Colțatu, Hora lui Dinicu - Costică Dinicu, Sărmană, nevasta mea, Hora Elena - Dimitrie Dinicu, Ca la Breaza, Sârba bulevardului - Gh. Dinicu, Sârba lumina electrică, Sârba preoteselor - Gh. Dinicu, Brâul, Chindia);
- Dinicu - Album, opus 40, Caietul V, București, (cuprinde: Hora lui Dobrică - Ioan Dobrică, Spune-mi dragă - Colțatu, Ca la Breaza, Hora florilor - Dumitrache Ochialbi, Colea-n vale la fântână, Hora nebuna, La fereastră - Marinică, Hora țărănească, La târg la Răureni, Logofete Dinule, La Pridvor - J. Scarlat, Tămâioasa horă, Sârba măcelarilor - Gh. Dinicu, Taci mireasă, nu mai plânge, Cum se bate Dunărea - Angheluș Dinicu, Popa are două fete, Romneasca, Cântecul miresei, La Ciolpan la crucea-naltă, Maly - Fontan - Gh. Dinicu);